# 정윤수 (영화 감독)
정윤수(1962년 10월 23일 ~ )는 대한민국의 영화 감독이다.

## 참여 작품
감독
- 두 여자 (2010년 영화)
- 아내가 결혼했다
- 예스터데이 (2002년 영화)